# Porta Westfalica
Porta Westfalica è una città di 35 658 abitanti della Renania Settentrionale-Vestfalia, in Germania. Appartiene al circondario di Minden-Lübbecke.

## Storia
I manufatti neolitici rinvenuti nell'attuale area urbana dimostrano un primo insediamento sulle basse terrazze a destra e a sinistra del Weser.
Il nome latino della città è nato solo nel XVIII secolo, quando le lingue latina e francese erano di moda tra la nobiltà, quindi non può essere un'indicazione della colonizzazione romana. Il nome Porta Westfalica (“Porta della Westfalia”) fu dato alla valle in cui il fiume Weser si infrange tra i monti Weser e Wiehengebirge. Porta Westfalica è stato scelto come nome della città odierna solo nel 1973.
Un insediamento continuo è presumibilmente esistito fin dall'epoca sassone. La prima testimonianza scritta di un insediamento nell'attuale area urbana risale al 1019. Il primo insediamento conosciuto in questa località risale al 1096, quando il castello di Schalksburg fu menzionato per la prima volta in un documento. Era di proprietà dei signori di Berge, che esercitarono i diritti di baliato nella diocesi di Minden fino al 1397.
I diritti di mercato furono concessi nel 1618 e quelli di città nel 1720. La città si trovava lontano dalle principali vie di comunicazione e quindi si sviluppò solo lentamente negli anni successivi. Nel 1648 la città passo sotto controllo del Brandeburgo-Prussia.
La città venne formata il 1º gennaio 1973 dalla fusione dei 14 comuni di Costedt, Eisbergen, Hausberge, Holtrup, Holzhausen, Kleinenbremen, Lerbeck, Lohfeld, Möllbergen, Nammen, Neesen, Veltheim, Vennebeck e Wülpke, che fino ad allora avevano fatto parte dell'Amt Hausberge, più il comune di Barkhausen.
L'origine del nome Porta Westfalica (lett. Westfälische Tür o Tür zu Westfalen in tedesco) risale al XVIII secolo, allorquando le lingue latina e francese erano di moda nell'aristocrazia. Il termine una volta indicava una gola sul fiume Weser, tra i monti Wesergebirge e Wiehengebirge.

## Geografia fisica

### Posizione
La città di Porta Westfalica si trova nel nord-est della Renania Settentrionale-Vestfalia e nel sud-est del distretto di Minden-Lübbecke. Il fiume Weser, che proviene da sud, attraversa la dorsale ovest-est dei monti Weser e Wiehen presso l'omonima Porta Westfalica, con cime tra i 200 e poco più di 300 metri nell'area cittadina.
L'area urbana si trova a nord e a sud della catena montuosa e a est e a ovest del Weser. La parte meridionale della città è in gran parte delimitata dal Große Weserbogen. Nell'area del Weserbogen sono stati creati diversi grandi laghi a seguito dell'estrazione di ghiaia. Dal punto di vista naturale, l'area urbana si trova nella zona di transizione tra l'altopiano del Basso Weser e il Bassopiano germanico.
Le città principali più vicine sono Bielefeld (35 chilometri a sud-ovest di Porta Westfalica), Osnabrück (60 chilometri a ovest) e Hannover (60 chilometri a nord-est)..
Le città principali più vicine sono Bielefeld (35 chilometri a sud-ovest di Porta Westfalica), Osnabrück (60 chilometri a ovest) e Hannover (60 chilometri a nord-est).

### Suddivisione
La città è suddivisa in 6 distretti (Bezirk):
- I Hausberge/Holzhausen
- II Barkhausen
- III Neesen/Lerbeck
- IV Nammen/Wülpcke/Kleinenbremen
- V Eisbergen/Lohfeld/Veltheim
- VI Möllbergen/Holtrup/Vennebeck/Costedt

## Società

### Evoluzione demografica
| Data               | Abitanti |
| ------------------ | -------- |
| 1975 (31 dicembre) | 34.946   |
| 1980 (31 dicembre) | 34.532   |
| 1985 (31 dicembre) | 33.193   |
| 1987 (25 maggio)   | 33.787   |

| Data               | Abitanti |
| ------------------ | -------- |
| 1990 (31 dicembre) | 35.061   |
| 1995 (31 dicembre) | 35.794   |
| 2000 (31 dicembre) | 36.182   |
| 2001 (31 dicembre) | 36.277   |

| Data               | Abitanti |
| ------------------ | -------- |
| 2002 (31 dicembre) | 36.318   |
| 2003 (31 dicembre) | 36.338   |
| 2004 (31 dicembre) | 36.189   |
| 2005 (31 dicembre) | 36.175   |

## Monumenti

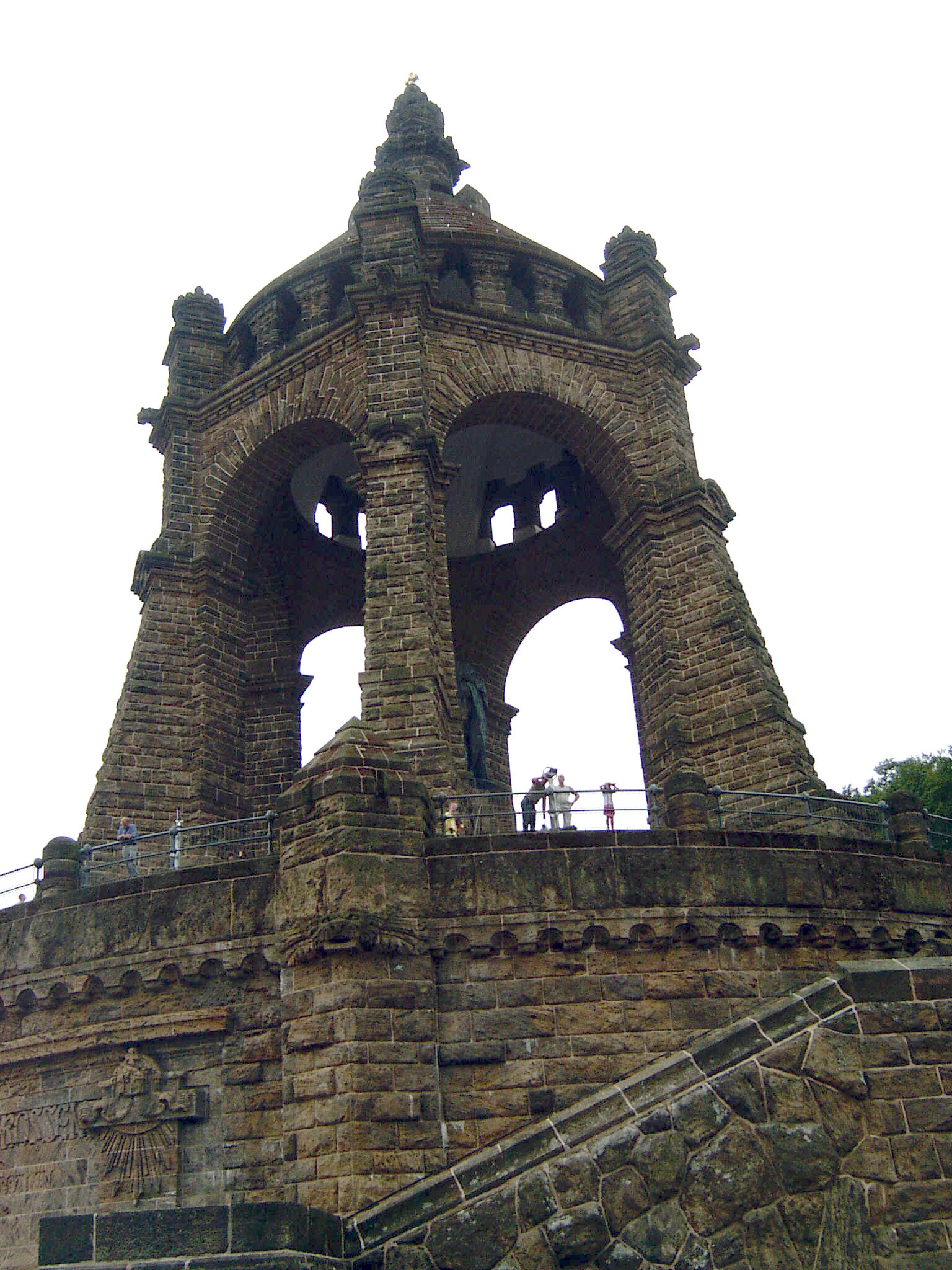
Monumento all'imperatore Guglielmo I

Il monumento più importante della città è il Monumento all'imperatore Guglielmo I sito alla periferia della stessa e dominate la valle del Weser.

## Infrastrutture e trasporti

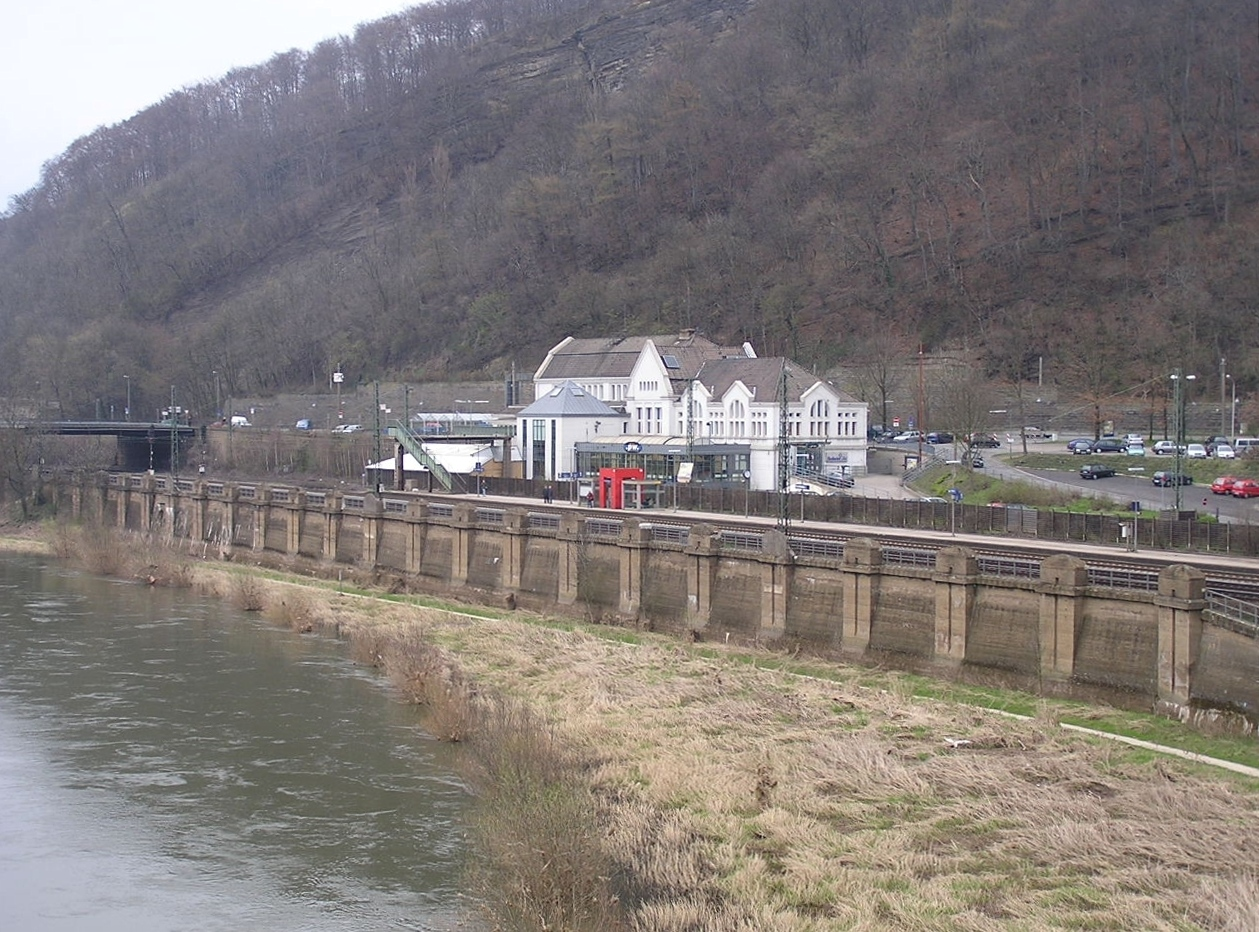
Stazione ferroviaria

A Porta Westfalica un piccolo aeroporto per voli locali, mentre quello internazionale più vicino è quello di Hannover (a 70 km).
La città è inoltre servita dall'autostrada A2 Oberhausen-Berlino e la stazione ferroviaria si trova sulla linea Hannover-Amsterdam/Colonia.

## Amministrazione

### Gemellaggi
- Demmin
- Friedrichshain-Kreuzberg
- Waterloo